# WWEユニバーサル王座
WWEユニバーサル王座（The WWE Universal Championship）は、アメリカ合衆国のプロレス団体WWEにおける王座の一つである。2024年までは同団体の最高位の男子王座に位置付けられていた。

## 歴史
2016年にRAWとSmackDownが再びブランド分割されたことにより、これまで男子の最高王座であったWWE世界ヘビー級王座はSmackDownの管轄となった一方、RAWには最高位の王座が存在しなくなったため、RAWが管轄する最高王座としてWWEユニバーサル王座が新設された。タイトル名のユニバーサル(Universal)とは、WWEのファンを指すWWEユニバース(WWE Universe)にちなんで命名された。
2016年8月のサマースラムで行われた初代王座決定戦は、RAWのドラフト1巡目であるセス･ロリンズに対し、RAW昇格直後ながら予選を勝ち抜いたフィン・ベイラーが挑む形になったが、別人格のデーモン・ベイラーとして試合をした後者が番狂わせを起こし初代王者となった。ベイラーはPPVデビュー戦で世界王座を獲得した初めての選手となったが、この試合中に負った肩の怪我により、ベイラーは翌日の王座返上を余儀なくされた。
翌週のRAWで行われた新王者決定戦にはケビン・オーエンズが勝利。以降、”親友”のクリス・ジェリコの介入にも助けられつつ、ローマン・レインズ、ブラウン・ストローマンらを相手に防衛を重ねる。しかし、翌年2017年2月にはジェリコとの友情を祝う式典、Festival of Friendshipの最中に衝撃的な裏切りを決行し、執拗な暴行を加えた。ただ翌月のゴールドバーグとの防衛戦ではそのジェリコのサプライズ登場に気をとられて22秒で秒殺され、防衛日数188日で王座から陥落した。
翌月のレッスルマニア33ではゴールドバーグはブロック・レスナーの挑戦を受けるも初防衛に失敗。レスナーは前年サバイバー・シリーズでの衝撃の秒殺敗戦のリベンジを果たした形となった。
防衛回数は多くはなかったものの、レスナーは翌年の8月まで503日間もの間王座を保持。最後は2018年のサマースラムでローマン・レインズに敗北し、王座を明け渡した。レインズは前年のサマースラムでの4way戦、レッスルマニア34のメインでのシングル戦、サウジアラビアでの金網戦のいずれの挑戦もレスナーに敗れており、これが念願のユニバーサル王座初戴冠となった。しかし2ヶ月後レインズは白血病の再発により、治療のための無期限の欠場および王座返上を余儀なくされる。
空位となった王座は史上初の2度目の戴冠を目指すレスナーと、そのレスナーの介入により自身の挑戦がノーコンテストとなっていたブラウン・ストローマンという因縁ある両者の間で争われることとなったが、バロン・コービンの介入もあり、レスナーがわずか3分で勝利し新王者となった。
2019年1月に初代王者ベイラーの挑戦をキムラロックで退けた後、4月のレッスルマニア35ではロイヤルランブル勝者のセス・ロリンズと対戦。試合開始前に強襲・猛攻撃を加えたものの、レフェリーのダウン中にローブローを受け最終的に敗北し、レッスルマニア31でのWWE・世界ヘビー級王座戦での雪辱を果たすことができなかった。
一方、同王座初戴冠となったロリンズはAJスタイルズに勝利した後、バロン・コービンとの抗争に入る。7月には交際相手で当時の女子王者、ベッキー・リンチとタッグを組み、バロン・コービン＆レイシー・エヴァンス組との男女の両王座をかけたNODQのタッグ戦という特殊な試合形式の防衛戦が行われたが、ロリンズがコービンをピンフォールして勝利。しかし、直後にレスナーのキャッシュインにより王座陥落した。一方、翌月のサマースラムで行われたリマッチでは今度はロリンズが勝利し、半年にわたった二人の抗争に終止符を打った。
その後ロリンズは、怪奇派レスラーの"フィーンド"ブレイ・ワイアットとの抗争に入り、10月の特番のメインではヘル・イン・ア・セル形式の王座戦が行われた。この試合ではフィーンドの超人的な耐久力にロリンズが終始苦戦する展開となり、試合終盤には自身のフィニッシャーであるストンプを、５連発を含む合計10発放つなど乱発するもフィーンドはいずれもカウント１で返し会場を驚かせた。最後はロリンズによるハンマー攻撃でノー・コンテストとなるが、試合内容だけでなくNODQ形式の試合でノーコンテストとなったというその結末も含め大きな議論を呼ぶ試合となった。なおロリンズは試合終了後に復活したフィーンドのマンディブル・クローにより吐血し、そのまま番組は終了している。
なんとか防衛したロリンズであったが、翌月のサウジアラビア大会でのリマッチで破れ王座陥落。フィーンドはこれが同王座初戴冠となった。そのフィーンドも翌年2020年の２月にゴールドバーグにわずか３分で破れ王座陥落している。
しかし３年ぶり２度目の戴冠となったゴールドバーグも翌月のレッスルマニア36でブラウン・ストローマンに２分13秒での完敗を喫し保持日数は37日にとどまった。
念願の最高王座初戴冠となったストローマンは、ジョン・モリソン＆ミズ組に対する2on1のハンデ形式の変則的な王座戦に勝利するとまもなくワイアットとの抗争に入る。元々ストローマンはワイアットが教祖を務めるカルト集団ワイアット・ファミリーに属していたが、その頃の２人の思い出の沼地でワイアットと戦うことを６月のSmackDownで表明。放送終了後まもなく、ノンタイトル戦ながら次回の特番でのワイアット沼戦(Wyatt Swamp Fight)が発表された。エクストリーム・ルールズ2020のメインイベントとなったそのワイアット沼戦は、野外で事前収録が行われた映像試合(Cinematic match)となったが、ストローマンはワイアットに沼の中に引きずり込みこまれ敗北を喫した。
リベンジを期すストローマンであったが、リマッチとなったサマースラム2020でのシングル王座戦ではリングのマットを剥がした下にある木の羽目板部分にシスター・アビゲイルで頭部をたたきつけられ敗北。在位141日で王座陥落した。このメインイベント後に新型コロナウイルス流行により欠場していたローマン・レインズが5ヶ月ぶりに電撃復帰。両者を凶器攻撃し、2014年以来のヒールターンを行った。
ポール・ヘイマンをマネージャーにつけたレインズは、翌週のペイバック2020でストローマンとワイアットを含んだ3wayマッチで対戦。ただし、ここでは試合より前に取り交わされるはずの契約書のサインをせずにいた。そしてストローマンとワイアットのシングルマッチであるかのように進められた試合終盤にサインすることで３wayでありながらも有利な状況を作り上げ、結果勝利。白血病治療により返上を余儀なくされたタイトルを約2年ぶりに奪還するとともに、これが4年後のレッスルマニア40でコーディ・ローデスに破れるまでの1316日に渡る歴史的な防衛ロードの始まりとなった。

### 王者ローマン・レインズ時代(2020～2024)
2022年4月3日、WWEユニバーサル王者のロマン・レインズが、WWE王者のブロック・レスナーに勝利し、両王座を統一。のちにベルトが一本化され、統一WWEユニバーサル王座（Undisputed WWE Universal Championship）を構成する王座の一つになった。
2024年4月に、王座名が統一WWE王座（Undisputed WWE Championship）へ変更され、王座名から「ユニバーサル」が削除され、WWE王座へ一本化。その後、2025年に王座は正式に封印された。

## 歴代チャンピオン
| チャンピオン                                                | 戴冠回数 | 保持日数 | 日付           |
| ----------------------------------------------------------- | -------- | -------- | -------------- |
| フィン・ベイラー                                            | 1        | 1日      | 2016年8月21日  |
| ケビン・オーエンズ                                          | 1        | 188日    | 2016年8月29日  |
| ゴールドバーグ                                              | 1        | 27日     | 2017年3月5日   |
| ブロック・レスナー                                          | 1        | 503日    | 2017年4月2日   |
| ロマン・レインズ                                            | 1        | 63日     | 2018年8月19日  |
| ブロック・レスナー                                          | 2        | 156日    | 2018年11月2日  |
| セス・ロリンズ                                              | 1        | 98日     | 2019年4月7日   |
| ブロック・レスナー                                          | 3        | 27日     | 2019年7月14日  |
| セス・ロリンズ                                              | 2        | 80日     | 2019年8月11日  |
| ブレイ・ワイアット                                          | 1        | 118日    | 2019年10月31日 |
| ゴールドバーグ                                              | 2        | 37日     | 2020年2月27日  |
| ブラウン・ストローマン                                      | 1        | 141日    | 2020年4月4日   |
| ブレイ・ワイアット                                          | 2        | 6日      | 2020年8月23日  |
| ロマン・レインズ ※WWE王座との統合で2024年4月7日をもって封印 | 2        | 1316日   | 2020年8月30日  |